# Rayman Mini
Rayman Mini est un jeu vidéo de plates-formes développé par Ubisoft Montpellier et Pastagames, et édité par Ubisoft, sorti en septembre 2019 sur iOS pour le nouveau service d'abonnements Apple Arcade.

## Système de jeu
Rayman Mini est un jeu de plates-formes de type runner à défilement vertical. Il comporte 48 niveaux. Le joueur incarne l'un des trois personnages, à savoir Rayman, Barbara ou Globox. Le joueur peut diriger son personnage, frapper et sauter tandis qu'il se déplace automatiquement,. Le but est de parcourir le plus de chemin possible tout en évitant les obstacles ou en éliminant les ennemis; dans le cas contraire, la partie prend fin,. Dans chaque niveau, le joueur est amené à récolter cent Lums (sorte de lueurs volantes) afin de le terminer de manière « parfaite ».

## Développement
Rayman Mini est développé conjointement par Ubisoft Montpellier et Pastagames pour iOS, lesquelles sont déjà à l'origine de précédents opus de la série Rayman sur mobile tel que Rayman: Jungle Run en 2012. Le développement a duré un peu plus d'une année, dans le secret, comme l'explique Abdelhak Elguess, producteur du jeu : « c’était très important pour nous de garder une totale confidentialité, et tout le monde a été discret. Il faut dire qu’au sein même d’Ubisoft, assez peu de monde était au courant ».

## Accueil
- Jeuxvideo.com : 15/20[5]
- Destructoid : 8,5/10[6]